# Bali Ram Bhagat
Bali Ram Bhagat (Patna, 7 de outubro de 1922 - Nova Deli, 2 de janeiro de 2011) foi um político indiano, exercendo o cargo de governador do Rajastão entre 1993 e 1998.